# ほのかりん
ほのか りん（1996年10月4日 - ）は、日本のファッションモデル、女優、歌手である。本名非公表。神奈川県出身。デビュー当時はGMBプロダクションに所属していたが、2017年7月よりユイエンターテイメント（関連会社：フォーライフミュージックエンタテイメント）、2021年11月から2023年8月まではゼストに所属していた。また2025年4月より、アーティスト活動時の名義表記を「LYNN HONOKA」（読み方はこれまでどうり「ほのかりん」のまま）へ変更することを発表した。

## 略歴
2009年2月、「RIN」名義でブログを開始。その後、知人の誕生パーティーに行った際、GMBプロダクションの社長にスカウトされ所属契約をした。2010年9月1日発売の10月号から、雑誌『Hana*chu→』の専属モデルとして活動。翌月、初表紙。2011年5月、『Hana*chu→』の休刊と共に、雑誌『ニコラ』の専属モデル（ニコモ）として活動を開始。同年12月から『Rの法則』（Eテレ）にレギュラー出演。
2012年4月、『仮面ライダーフォーゼ』でドラマ初出演。2013年4月、ニコモを『ニコラ』5月号を以て卒業。
2013年、ガールズバンド「コムシコムサ」のギタリストとして加入。フォーライフミュージック育成アーティストとしてライブを重ねる。
2016年9月29日、『週刊文春』で未成年飲酒疑惑が報じられた。これを受けて、この時点で出演中だったEテレの『Rの法則』のその後の放送を見合わせることが翌30日に決定、また同年10月13日から18日まで出演予定だった舞台『Luna Rossa』の降板も主催側であるアリー・エンターテイメントの公式サイト上で発表された。12月16日、所属事務所が契約規定（法令順守に関する）違反による契約解除を発表した。
2017年7月21日、講談社主催の女性アイドルオーディション「ミスiD2018」のセミファイナリストに選出され復帰。「いろいろありましたが、帰ってきた」とあいさつした。同年11月3日に同賞を受賞。
2017年9月20日、配信シングル「メロンソーダ」でソロ歌手デビュー。
2021年11月15日、ゼストへの所属が発表された。
2023年9月1日、8月31日をもってゼストとのマネージメント契約が終了したことを公式ホームページで発表。
2025年4月、アーティスト活動時の名義を「LYNN HONOKA」（読みは「ほのかりん」のまま）へ変更。16日には、アーティスト名義変更後初のデジタルシングル「場末は月次」をリリースした。

## 人物
- 特技はドラム[10]、ギター、ピアノ[3][10]。
- 憧れるファッションモデルは西内まりや[10]。 好きなファッションブランドはBEAMS、TOPSHOP[17]。
- 好きな俳優は向井理[10]、好きなアーティストはゲスの極み乙女。、椎名林檎、東京事変、スキマスイッチ、AKB48[10]、好きなアイドルはももいろクローバーZ[17]。
- 『仮面ライダーフォーゼ』に出演して以来、演技に興味が出てきたという[18]。
- 2017年10月、右腕の内側にバラのつぼみのタトゥーを彫った[19]。
- 喫煙者[6]。吸う理由は「タバコ吸ってる女ってエロくないですか?」とのこと[6]。

## 出演

### バラエティ番組
- Rの法則（2011年12月21日 - 2016年9月30日、Eテレ） - R'sメンバー
- 方言彼女。0（LOVE）（2012年10月8日 - 2013年3月25日、東名阪ネット6他）

### インターネットドラマ
- シークレットガールズ〜season2〜（2012年7月 - 2013年4月、見参楽） - ジョー 役

### テレビドラマ
- 仮面ライダーフォーゼ 第29話・第30話・第45話・第46話・最終話（2012年4月1日・8日・8月5日・12日・26日、テレビ朝日） - 黒木蘭 役
- 科学ドラマ大賞シナリオ部門受賞作「青春フレミング」（2014年10月19日、BSフジ） - 岩崎佳奈 役
- 仮面ライダーゴースト（2016年6月19日・26日、テレビ朝日） - アコ 役
- 雪女と蟹を食う（2022年7月9日 - 、テレビ東京）- 美弥妃 役

### 舞台
- ミュージカル『赤毛のアン』（2009年9月25日・26日、東京国際フォーラム） - アンの友人 役
- アリスインクロノパラドックス（2011年5月4日 - 8日、シアターグリーン） - 長谷川芳乃 役
- ライチ☆光クラブ（2012年12月14日 - 25日、紀伊國屋ホール） - カノン 役
- WILD HALF〜奇跡の確率〜（2014年1月9日 - 11日、コア・いけぶくろ） - 美也 役

### テレビアニメ
- ライチ DE 光クラブ（2012年10月1日 - 11月19日、TOKYO MX） - カノン 役

### 映画
- チャイム（2010年） - よし 役
- 仮面ライダーフォーゼ THE MOVIE みんなで宇宙キターッ!（2012年8月4日、東映） - 黒木蘭 役（友情出演）
- 劇場版 零 ゼロ（2014年9月26日、KADOKAWA）[20]
- 白魔女学園 オワリトハジマリ（2015年6月13日、東映） - マチコ 役[20]
- リアル鬼ごっこ（2015年7月11日）[21] - ハツ 役[20]
- 車軸（2023年11月17日） - アイリーン 役[22][23]

### ラジオ
- ほのかりん やさしく、愛して（2018年5月 - 6月、JFN PARK） - パーソナリティ[24]
- ほのかりん 愛した貴方にさよならを（2018年10月 - 、JFN PARK）
- IF I AM（2018年10月4日 - 2019年9月26日、ZIP-FM） - パーソナリティ

### CM
- 紳士服のはるやま（2015年）
- 救心製薬「救心」（2015年）

## 作品

### 配信シングル
| 発売日           | タイトル             | 規格品番        | 備考                                                   |
| ほのかりん 名義  | ほのかりん 名義      | ほのかりん 名義 | ほのかりん 名義                                        |
| ---------------- | -------------------- | --------------- | ------------------------------------------------------ |
| 2017年9月20日    | メロンソーダ         | DISA-0261       | [ 5 ]                                                  |
| 2017年10月18日   | 東京                 | DISA-0262       | [ 25 ]                                                 |
| 2018年2月28日    | ふわふわ             | DISA-0265       |                                                        |
| 2018年10月3日    | One Night Slap       | DISA-0268       |                                                        |
| 2019年2月6日     | 無粋なキス           | DISA-0271       |                                                        |
| 2019年12月4日    | 君を魅る             | DISA-0278       |                                                        |
| 2020年3月4日     | 海月と紫陽花         | DISA-0279       |                                                        |
| 2020年9月16日    | おまじない           | DISA-0289       | FODドラマ『30禁 それは30歳未満お断りの恋。』主題歌。   |
| 2021年7月28日    | 僕を彼氏にどうですか | DISA-0298       | [ 27 ]                                                 |
| 2021年12月15日   | 偲ぶ                 | DISA-0351       | [ 28 ] [ 29 ]                                          |
| 2022年6月8日     | ヒーロー             | DISA-0408       | BSテレ東『THE名門校 日本全国すごい学校名鑑』テーマ曲。 |
| 2022年12月14日   | カフェラテ           | DISA-0462       |                                                        |
| 2023年2月1日     | 春が来るわ           | DISA-0475       |                                                        |
| 2023年4月12日    | 羨望                 | DISA-0497       | ひかりTV『グッドモーニング、眠れる獅子2』主題歌。      |
| 2024年2月14日    | 恋と呼ばないで       | DISA-0603       | ABCテレビ 『セレブ男子は手に負えません』主題歌         |
| LYNN HONOKA 名義 |                      |                 |                                                        |
| 2025年4月16日    | 場末は月次           | DISA-0833       |                                                        |
| 2025年5月28日    | 中指                 | DISA-0847       |                                                        |

## 書籍

### 雑誌連載
- Hana*chu→（2010年10月号 - 2011年5月号、主婦の友社） - 専属モデル
- ディズニーファン（2010年 - 2011年、講談社） - 専属モデル
- ニコラ（2011年6月号 - 2013年5月号、新潮社） - 専属モデル
- ちゃお（2012年8月号 - 、小学館） - 付録DVD「ちゃおちゃおTV!」

### ムック
- アイラブ東京ディズニーリゾート2011（2010年11月12日、講談社） - 表紙 ISBN 978-4-06-350076-9
- レピピアルマリオブランドおしゃれBOOK（2012年11月1日、新潮社）ISBN 978-4-10-790235-1